# キラ (小惑星)
キラ (1156 Kira) は、小惑星帯にある小惑星。カール・ラインムートがハイデルベルクのケーニッヒシュトゥール天文台で発見した。
ドイツの天文学者、マックス・ミュンドラーによって名付けられた。由来は不明である。